# Апарат за гашење пожара
Апарат за гашење пожара или противпожарни апарат је направа која служи за гашење или контролисање малих пожара, често у хитним ситуацијама. Није намијењен за неконтролисане пожаре, нпр. онај који је већ стигао до плафона, угрожава корисника апарата (када нема излаза, има пуно дима, опасност од експлозије...), или захтијева стручно дјеловање ватрогасаца. Најчешће, апарат за гашење пожара састоји се из цилиндра под притиском са ручицом која садржи супстанцу која се испушта да би се угасио пожар. 
Постоје 2 главна типа апарата за гашење пожара: 
- са складиштеним притиском и
- са пуњењем.

Апарати под притиском се најчешће користе. Апарати са пуњењем се не користе тако често, најчешће се користе у индустријским постројењима. Они имају предност једноставне и брзе допуне, што омогућава оператеру да отпусти супстанцу за гашење, напуни га и врати на ватру у разумном року. За разлику од апарата под притиском, ови апарати за гашење пожара користе компресовани угљен-диоксид умјесто азота, иако се азотна пуњења користе на ниским температурама.

## Класификација
Међународно постоји неколико прихваћених класификационих метода за ручне апарате за гашење пожара. Свака метода је корисна у борби против пожара са одређеном групом супстанци.

### Аустралија
| Тип                                      | Прије 1997.              |  | Садашња                           | Погодни за употребу на обуци (заграда означава понекад употребљиве) | Погодни за употребу на обуци (заграда означава понекад употребљиве) | Погодни за употребу на обуци (заграда означава понекад употребљиве) | Погодни за употребу на обуци (заграда означава понекад употребљиве) | Погодни за употребу на обуци (заграда означава понекад употребљиве) | Погодни за употребу на обуци (заграда означава понекад употребљиве) |
| ---------------------------------------- | ------------------------ |  | --------------------------------- | ------------------------------------------------------------------- | ------------------------------------------------------------------- | ------------------------------------------------------------------- | ------------------------------------------------------------------- | ------------------------------------------------------------------- | ------------------------------------------------------------------- |
| Вода                                     | Црвена                   |  | Црвена                            | A                                                                   |                                                                     |                                                                     |                                                                     |                                                                     |                                                                     |
| Пјена                                    | Плава                    |  | Црвена са плавом траком           | A                                                                   | B                                                                   |                                                                     |                                                                     |                                                                     |                                                                     |
| Сува хемијска супстанца (прах)           | Црвена са бијелом траком |  | Црвена са бијелом траком          | A                                                                   | B                                                                   | C                                                                   |                                                                     | E                                                                   |                                                                     |
| Угљен-диоксид                            | Црвена са црном траком   |  | Црвена са црном траком            | (A)                                                                 | B                                                                   |                                                                     | D                                                                   |                                                                     | F                                                                   |
| Испаравајућа течност (агенти без халона) | Још није у употреби      |  | Црвена са жутом траком            | A                                                                   | B                                                                   | C                                                                   |                                                                     | E                                                                   |                                                                     |
| Халон                                    | Жута                     |  | Не производи се више              | A                                                                   | B                                                                   |                                                                     |                                                                     | E                                                                   |                                                                     |
| Мокра хемијска супстанца                 | Solid oatmeal            |  | Црвена са траком боје овсене каше | A                                                                   |                                                                     |                                                                     |                                                                     |                                                                     | F                                                                   |

У Аустралији је илегално посједовати жуте (халонске) апарате за гашење пожара, осим у изузецима.

### Уједињено Краљевство
По стандарду BS EN 3 апарати за гашење пожара у Уједињеном Краљевству као и широм Европе су црвена, са траком или кругом друге боје која покрива 5-10% површине апарата. Прије 1997. године, цијело тијело апарата било је једне боје која означава врсту апарата (агента за гашење пожара).
У Уједињеном Краљевству постоји 6 класа пожара:
- A класа су чврсте супстанце као папир и дрво.
- B класа су запаљиве течности: уље, гориво, масти...
- C класа су запаљиви гасови.
- D класа су запаљиви метали.
- E класа су електрични апарати.
- F класа су уље за кухање и маст за кухање.

| Type                 | Стари код (боја)    |  | BS EN 3 код боје                                 | Погодни за употребу на обуци (заграда означава понекад употребљиве) | Погодни за употребу на обуци (заграда означава понекад употребљиве) | Погодни за употребу на обуци (заграда означава понекад употребљиве) | Погодни за употребу на обуци (заграда означава понекад употребљиве) | Погодни за употребу на обуци (заграда означава понекад употребљиве) | Погодни за употребу на обуци (заграда означава понекад употребљиве) |
| -------------------- | ------------------- |  | ------------------------------------------------ | ------------------------------------------------------------------- | ------------------------------------------------------------------- | ------------------------------------------------------------------- | ------------------------------------------------------------------- | ------------------------------------------------------------------- | ------------------------------------------------------------------- |
| Вода                 | Сигнална црвена     |  | Сигнална црвена                                  | A                                                                   |                                                                     |                                                                     |                                                                     |                                                                     |                                                                     |
| Пјена                | Крем                |  | Црвена са крем панелом изнад инструкција         | A                                                                   | B                                                                   |                                                                     |                                                                     |                                                                     |                                                                     |
| Суви пудер (прах)    | Француска плава     |  | Црвена са плавим панелом изнад инструкција       | (A)                                                                 | B                                                                   | C                                                                   |                                                                     | E                                                                   |                                                                     |
| Угљен-диоксид CO2    | Црна                |  | Црвена са црним панелом изнад инструкција        |                                                                     | B                                                                   |                                                                     |                                                                     | E                                                                   |                                                                     |
| Мокре хем. супстанце | Још није у употреби |  | Црвена са канари жутим панелом изнад инструкција | A                                                                   | (B)                                                                 |                                                                     |                                                                     |                                                                     | F                                                                   |
| Прах класе Д         | Француска плава     |  | Црвена са плавим панелом изнад инструкција       |                                                                     |                                                                     |                                                                     | D                                                                   |                                                                     |                                                                     |
| Халон 1211/BCF       | Смарагдно зелена    |  | Није више у употреби                             | A                                                                   | B                                                                   |                                                                     |                                                                     | E                                                                   |                                                                     |

У УК употреба халон гаса је забрањена осим у војне сврхе.

### Сједињене Америчке Државе
Нема официјелног стандарда за боје апарата у САД, иако су типично црвени, осим апарата класе Д, који су обично жути, и воде, који су обично сребрне боје, или бијели ако је водена пара. Апарати су означени пиктограмима који означавају тип пожара. У прошлости, били су означени геометријским симболима, што има и данас код неких.
| Класа пожара | Геометријски симбол        |  | Пиктограм                              | Класа пожара                    |
| ------------ | -------------------------- |  | -------------------------------------- | ------------------------------- |
| A            | Зелени троугао             |  | Контејнери и хрпе дрва                 | Чврсте супстанце                |
| B            | Црвени квадрат             |  | Резервоар за гориво и локва која гори  | Запаљиве течности и гасови      |
| C            | Плави круг                 |  | Електрични утикач и утичница која гори | Електрична опрема под напоном   |
| D            | Жути десетоугао (звијезда) |  | Опрема која гори                       | Запаљиви метали                 |
| K            | Црни шестоугао             |  | Горући тигањ                           | Уља за кухање и масти за кухање |